# 1976年インスブルックオリンピックのフィンランド選手団
1976年インスブルックオリンピックのフィンランド選手団（1976ねんインスブルックオリンピックのフィンランドせんしゅだん）は、1976年2月4日から2月15日まで、オーストリアのインスブルックで開催された1976年インスブルックオリンピックのフィンランド選手団、およびその競技結果。

## 概要
今大会は金メダル2個、銀メダル4個、銅メダル1個の合計7個のメダルを獲得した。

## メダル
| メダル | 選手名                                                                          | 競技                   | 種目              |
| ------ | ------------------------------------------------------------------------------- | ---------------------- | ----------------- |
| 金     | ヘレナ・タカロ                                                                  | クロスカントリースキー | 女子5km           |
| 金     | マッティ・ピトカネン ユハ・ミエト ペンティ・テウラヤルヴィ アルト・コイヴィスト | クロスカントリースキー | 男子4×10kmリレー  |
| 銀     | ヘレナ・タカロ                                                                  | クロスカントリースキー | 女子10km          |
| 銀     | リーサ・スイーコネン マルヤッタ・カヨスマ ヒルッカ・クントラ ヘレナ・タカロ     | クロスカントリースキー | 女子4×5kmリレー   |
| 銀     | ヘイッキ・イコラ                                                                | バイアスロン           | 男子20km          |
| 銀     | ヘンリク・フロイト エスコ・サイラ ユハニ・スータリネン ヘイッキ・イコラ         | バイアスロン           | 男子4×7.5kmリレー |
| 銅     | アルト・コイヴィスト                                                            | クロスカントリースキー | 男子15km          |